# Slat
Slat est une œuvre de l'artiste américain Richard Serra. C'est l'une des œuvres d'art de la Défense en France, à proximité de la Grande Arche.
Elle est composée de cinq plaques d'acier Corten d'environ 12 m de haut et 4 m de large ;  seules quatre d'entre elles sont visibles de l'extérieur, la cinquième n'étant perceptible qu'en pénétrant à l'intérieur de l'installation. Créée en 1983 et initialement exposée à La Défense en 1984, l'œuvre est démontée en 1989. Elle est réinstallée depuis 2008 sur le rond-point Carrefour de la Folie à Courbevoie.

## Description
Slat est une installation composée de cinq panneaux d'environ 12 m de haut et 3,6 m de large et pesant 25 t. Comme de nombreuses œuvres de Richard Serra, ces panneaux sont constitués d'acier Corten, un acier dont l'exposition aux éléments pendant plusieurs années provoque une corrosion superficielle qui protège l'intérieur et ne nécessite aucune peinture. La sculpture possède donc une couleur rouille caractéristique.
Quatre des panneaux ont une forme légèrement trapézoïdale. Ils sont disposés de façon à former une structure prismatique d'environ 12 mètres de haut, chacun étant légèrement inclinée vers l'intérieur. Cette structure n'est pas complètement jointe : au niveau de la base de la structure, deux ouvertures permettent à une personne de pénétrer à l'intérieur de l'installation. Le cinquième panneau, de forme rectangulaire, est disposé diagonalement à l'intérieur de la structure, permettant au visiteur de parcourir l'intérieur afin de ressortir par l'autre ouverture.
Le panneau intérieur n'est pas visible depuis l'extérieur : sa découverte est une volonté de l'artiste d'inclure le mouvement du spectateur dans son œuvre,.
En anglais, slat signifie « feuille de métal ».

## Localisation
L'œuvre est située derrière la Grande Arche et le quartier du Faubourg de l'Arche. Contrairement à la quasi-totalité des autres œuvres de la Défense, Slat n'est pas placée sur la dalle mais en contrebas, au niveau de la rue. Son poids l'empêche d'être disposée sur le parvis de la Défense.
Slat est donc située sur le terre-plein gazonné du carrefour de la Folie, sur le parcours du boulevard circulaire.

## Implantation
L'œuvre est créée en 1983 par Richard Serra et initialement installée à Puteaux en 1984, à un autre emplacement que celui choisi actuellement. Fortement dégradée, l'œuvre est démontée est 1989 et stockée pendant près de 20 ans.
En 2008, l'EPAD, organisme chargé de l'aménagement du site de la Défense, décide de réinstaller l'œuvre à un endroit plus adapté. Elle est inaugurée le 15 décembre 2008 en présence de son créateur.

## Artiste
Richard Serra, né en 1939 à San Francisco aux États-Unis, réalise depuis 1966 des sculptures avec des matériaux inhabituels. Rattaché au courant minimaliste, ses œuvres probablement les plus connues sont des sculptures d'acier abstraites et monumentales.